# Temporada 2018-19 de la NBA G League
La Temporada 2018-19 de la NBA Development League, conocida por motivos de patrocinio como NBA G League fue la decimoctava temporada de la NBA D-League, la liga de desarrollo de la NBA. Tomaron parte 27 equipos, uno más que en la temporada 2017-18, configurándose seis divisiones, Atlántico, Central, Sureste, Medio Este, Suroeste y Pacífico, disputando una fase regular de 50 partidos cada uno. Es la segunda edición que cambió de denominación debido al patrocinio de Gatorade.

## Novedades
La liga se expandió con un nuevo equipo, los Capital City Go-Go propiedad de los Washington Wizards, alcanzando los 27 equipos en la temporada.
Hubo dos recolocaciones: por un lado, los Reno Bighorns se convirtieron en los Stockton Kings al trasladar su sede a Stockton, California, siguiendo al equipo del que es filial, los Sacramento Kings, mientras que los Delaware 87ers se trasladaron a un nuevo pabellón en Wilmington desde su antigua sede en Newark, siendo renombrados como los Delaware Blue Coats.

## Temporada regular
Actualizado a 28 de marzo de 2019.
x – clasificado para playoffs; y – Campeón de División; z – Campeón de conferencia
| Equipo (afiliado)            | G  | P  | PCT  | PD | Casa  | Fuera |
| ---------------------------- | -- | -- | ---- | -- | ----- | ----- |
| z – Long Island Nets (BKN)   | 34 | 16 | .680 | 0  | 19–6  | 15–10 |
| x – Westchester Knicks (NYK) | 29 | 21 | .580 | 5  | 16–9  | 13–12 |
| x – Raptors 905 (TOR)        | 29 | 21 | .580 | 5  | 13–12 | 16–9  |
| Delaware Blue Coats (PHI)    | 21 | 29 | .420 | 13 | 13–12 | 8–17  |
| Maine Red Claws (BOS)        | 19 | 31 | .380 | 15 | 11–14 | 8–17  |

| Equipo (afiliado)            | G  | P  | PCT  | PD | Casa  | Fuera |
| ---------------------------- | -- | -- | ---- | -- | ----- | ----- |
| y – Grand Rapids Drive (DET) | 28 | 22 | .560 | 0  | 14–11 | 14–11 |
| x – Windy City Bulls (CHI)   | 27 | 23 | .540 | 1  | 15–10 | 12–13 |
| Fort Wayne Mad Ants (IND)    | 23 | 27 | .460 | 5  | 14–11 | 9–16  |
| Canton Charge (CLE)          | 22 | 28 | .429 | 6  | 10–15 | 12–13 |
| Wisconsin Herd (MIL)         | 12 | 38 | .240 | 16 | 8–17  | 4–21  |

| Equipo (afiliado)        | G  | P  | PCT  | PD | Casa  | Fuera |
| ------------------------ | -- | -- | ---- | -- | ----- | ----- |
| y – Lakeland Magic (ORL) | 32 | 18 | .640 | 0  | 18–7  | 14–11 |
| Capital City Go-Go (WAS) | 25 | 25 | .500 | 7  | 14–11 | 11–14 |
| Greensboro Swarm (CHA)   | 24 | 26 | .480 | 8  | 10–15 | 14–11 |
| Erie BayHawks (ATL)      | 24 | 26 | .469 | 8  | 17–8  | 7–18  |

| Equipo (afiliado)            | G  | P  | PCT  | PD | Casa  | Fuera |
| ---------------------------- | -- | -- | ---- | -- | ----- | ----- |
| y – Oklahoma City Blue (OKC) | 34 | 16 | .680 | 0  | 17–8  | 17–8  |
| x – Memphis Hustle (MEM)     | 28 | 22 | .560 | 6  | 16–9  | 12–13 |
| Sioux Falls Skyforce (MIA)   | 24 | 26 | .480 | 10 | 13–12 | 11–14 |
| Iowa Wolves (MIN)            | 20 | 30 | .400 | 14 | 13–12 | 7–18  |

| Equipo (afiliado)             | G  | P  | PCT  | PD | Casa  | Fuera |
| ----------------------------- | -- | -- | ---- | -- | ----- | ----- |
| y – Santa Cruz Warriors (GSW) | 34 | 16 | .680 | 0  | 20–5  | 14–11 |
| x – Stockton Kings (SAC)      | 30 | 20 | .600 | 4  | 18–7  | 12–13 |
| Agua Caliente Clippers (LAC)  | 26 | 24 | .520 | 8  | 14–11 | 12–13 |
| South Bay Lakers (LAL)        | 21 | 29 | .420 | 13 | 13–12 | 8–17  |
| Northern Arizona Suns (PHX)   | 12 | 38 | .240 | 22 | 7–18  | 5–20  |

| Equipo (afiliado)                  | G  | P  | PCT  | PD | Casa  | Fuera |
| ---------------------------------- | -- | -- | ---- | -- | ----- | ----- |
| z – Rio Grande Valley Vipers (HOU) | 34 | 16 | .680 | 0  | 18–7  | 16–9  |
| x – Salt Lake City Stars (UTA)     | 27 | 23 | .540 | 7  | 15–10 | 12–13 |
| Austin Spurs (SAS)                 | 20 | 30 | .400 | 14 | 13–12 | 7–18  |
| Texas Legends (DAL)                | 16 | 34 | .320 | 18 | 14–11 | 2–23  |

## Playoffs
|  | Primera ronda     | Primera ronda        | Primera ronda            |                          |     | Semifinal de Conferencia | Semifinal de Conferencia | Semifinal de Conferencia |  |   | Final de Conferencia     | Final de Conferencia | Final de Conferencia |     |     | Finales Al mejor de 3 | Finales Al mejor de 3 | Finales Al mejor de 3 | Finales Al mejor de 3 | Finales Al mejor de 3 |  |
|  |                   |                      |                          |                          |     |                          |                          |                          |  |   |                          |                      |                      |     |     |                       |                       |                       |                       |                       |  |
|  |                   |                      |                          |                          |     |                          |                          |                          |  |   |                          |                      |                      |     |     |                       |                       |                       |                       |                       |  |
|  |                   |                      |                          |                          |     |                          |                          |                          |  |   |                          |                      |                      |     |     |                       |                       |                       |                       |                       |  |
|  |                   |                      |                          |                          |     |                          |                          |                          |  |   |                          |                      |                      |     |     |                       |                       |                       |                       |                       |  |
|  |                   |                      |                          |                          |     |                          |                          |                          |  |   |                          |                      |                      |     |     |                       |                       |                       |                       |                       |  |
|  |                   | 1                    | Long Island Nets         | 112                      |     |                          |                          |                          |  |   |                          |                      |                      |     |     |                       |                       |                       |                       |                       |  |
|  |                   |                      |                          | 112                      |     |                          |                          |                          |  |   |                          |                      |                      |     |     |                       |                       |                       |                       |                       |  |
|  |                   |                      | 4                        | Raptors 905              | 99  |                          |                          |                          |  |   |                          |                      |                      |     |     |                       |                       |                       |                       |                       |  |
|  | 4                 | Raptors 905          | 4                        | Raptors 905              | 99  | 91                       |                          |                          |  |   |                          |                      |                      |     |     |                       |                       |                       |                       |                       |  |
|  | 4                 | Raptors 905          |                          |                          |     |                          |                          |                          |  |   |                          |                      |                      |     |     |                       |                       |                       |                       |                       |  |
|  | 5                 | Grand Rapids Drive   | 90                       |                          |     |                          |                          |                          |  |   |                          |                      |                      |     |     |                       |                       |                       |                       |                       |  |
|  | 5                 | Grand Rapids Drive   | 90                       |                          |     |                          |                          |                          |  | 1 | Long Island Nets         | 108                  |                      |     |     |                       |                       |                       |                       |                       |  |
|  | Conferencia Este  |                      |                          |                          |     |                          |                          |                          |  | 1 | Long Island Nets         | 108                  |                      |     |     |                       |                       |                       |                       |                       |  |
|  |                   |                      | 2                        | Lakeland Magic           | 106 |                          |                          |                          |  |   |                          |                      |                      |     |     |                       |                       |                       |                       |                       |  |
|  | 3                 | Westchester Knicks   | 2                        | Lakeland Magic           | 106 | 95                       |                          |                          |  |   |                          |                      |                      |     |     |                       |                       |                       |                       |                       |  |
|  | 3                 | Westchester Knicks   |                          |                          |     |                          |                          |                          |  |   |                          |                      |                      |     |     |                       |                       |                       |                       |                       |  |
|  | 6                 | Windy City Bulls     | 82                       |                          |     |                          |                          |                          |  |   |                          |                      |                      |     |     |                       |                       |                       |                       |                       |  |
|  | 6                 | Windy City Bulls     | 82                       |                          | 2   | Lakeland Magic           | 104                      |                          |  |   |                          |                      |                      |     |     |                       |                       |                       |                       |                       |  |
|  |                   |                      |                          |                          | 2   | Lakeland Magic           | 104                      |                          |  |   |                          |                      |                      |     |     |                       |                       |                       |                       |                       |  |
|  |                   |                      | 3                        | Westchester Knicks       | 91  |                          |                          |                          |  |   |                          |                      |                      |     |     |                       |                       |                       |                       |                       |  |
|  |                   |                      | 3                        | Westchester Knicks       | 91  |                          |                          |                          |  |   |                          |                      |                      |     |     |                       |                       |                       |                       |                       |  |
|  |                   |                      |                          |                          |     |                          |                          |                          |  |   |                          |                      |                      |     |     |                       |                       |                       |                       |                       |  |
|  |                   |                      |                          |                          |     |                          |                          |                          |  |   |                          |                      |                      |     |     |                       |                       |                       |                       |                       |  |
|  |                   |                      |                          |                          |     |                          |                          |                          |  |   |                          | 1                    | Long Island Nets     | 117 | 116 | 112                   |                       |                       |                       |                       |  |
|  |                   |                      |                          |                          |     |                          |                          |                          |  |   |                          |                      |                      | 117 | 116 | 112                   |                       |                       |                       |                       |  |
|  |                   |                      | 1                        | Rio Grande Valley Vipers | 107 | 127                      | 129                      |                          |  |   |                          |                      |                      |     |     |                       |                       |                       |                       |                       |  |
|  |                   |                      | 1                        | Rio Grande Valley Vipers | 107 | 127                      | 129                      |                          |  |   |                          |                      |                      |     |     |                       |                       |                       |                       |                       |  |
|  |                   |                      |                          |                          |     |                          |                          |                          |  |   |                          |                      |                      |     |     |                       |                       |                       |                       |                       |  |
|  |                   |                      |                          |                          |     |                          |                          |                          |  |   |                          |                      |                      |     |     |                       |                       |                       |                       |                       |  |
|  |                   | 1                    | Rio Grande Valley Vipers | 135                      |     |                          |                          |                          |  |   |                          |                      |                      |     |     |                       |                       |                       |                       |                       |  |
|  |                   |                      |                          | 135                      |     |                          |                          |                          |  |   |                          |                      |                      |     |     |                       |                       |                       |                       |                       |  |
|  |                   |                      | 5                        | Memphis Hustle           | 118 |                          |                          |                          |  |   |                          |                      |                      |     |     |                       |                       |                       |                       |                       |  |
|  | 4                 | Stockton Kings       | 5                        | Memphis Hustle           | 118 | 119                      |                          |                          |  |   |                          |                      |                      |     |     |                       |                       |                       |                       |                       |  |
|  | 4                 | Stockton Kings       |                          |                          |     |                          |                          |                          |  |   |                          |                      |                      |     |     |                       |                       |                       |                       |                       |  |
|  | 5                 | Memphis Hustle       | 122                      |                          |     |                          |                          |                          |  |   |                          |                      |                      |     |     |                       |                       |                       |                       |                       |  |
|  | 5                 | Memphis Hustle       | 122                      |                          |     |                          |                          |                          |  | 1 | Rio Grande Valley Vipers | '144                 |                      |     |     |                       |                       |                       |                       |                       |  |
|  | Conferencia Oeste |                      |                          |                          |     |                          |                          |                          |  | 1 | Rio Grande Valley Vipers | '144                 |                      |     |     |                       |                       |                       |                       |                       |  |
|  |                   |                      | 2                        | Santa Cruz Warriors      | 125 |                          |                          |                          |  |   |                          |                      |                      |     |     |                       |                       |                       |                       |                       |  |
|  | 3                 | Oklahoma City Blue   | 2                        | Santa Cruz Warriors      | 125 | 118                      |                          |                          |  |   |                          |                      |                      |     |     |                       |                       |                       |                       |                       |  |
|  | 3                 | Oklahoma City Blue   |                          |                          |     |                          |                          |                          |  |   |                          |                      |                      |     |     |                       |                       |                       |                       |                       |  |
|  | 6                 | Salt Lake City Stars | 113                      |                          |     |                          |                          |                          |  |   |                          |                      |                      |     |     |                       |                       |                       |                       |                       |  |
|  | 6                 | Salt Lake City Stars | 113                      |                          | 2   | Santa Cruz Warriors      | 117                      |                          |  |   |                          |                      |                      |     |     |                       |                       |                       |                       |                       |  |
|  |                   |                      |                          |                          | 2   | Santa Cruz Warriors      | 117                      |                          |  |   |                          |                      |                      |     |     |                       |                       |                       |                       |                       |  |
|  |                   |                      | 3                        | Oklahoma City Blue       | 102 |                          |                          |                          |  |   |                          |                      |                      |     |     |                       |                       |                       |                       |                       |  |
|  |                   |                      | 3                        | Oklahoma City Blue       | 102 |                          |                          |                          |  |   |                          |                      |                      |     |     |                       |                       |                       |                       |                       |  |
|  |                   |                      |                          |                          |     |                          |                          |                          |  |   |                          |                      |                      |     |     |                       |                       |                       |                       |                       |  |
|  |                   |                      |                          |                          |     |                          |                          |                          |  |   |                          |                      |                      |     |     |                       |                       |                       |                       |                       |  |
|  |                   |                      |                          |                          |     |                          |                          |                          |  |   |                          |                      |                      |     |     |                       |                       |                       |                       |                       |  |
|  |                   |                      |                          |                          |     |                          |                          |                          |  |   |                          |                      |                      |     |     |                       |                       |                       |                       |                       |  |

### Finales
| Domingo, 7 de abril | Long Island Nets                                                     | 117–107              | Rio Grande Valley Vipers                                                    | |  |
|                     | Parciales: 37–18, 22–31, 31–27, 27–31                                |                      |                                                                             | |  |
|                     | Estadísticas Musa, Wimbush– 23 Alan Williams – 16 Tahjere McCall – 4 | Reporte Pts Reb Asts | Estadísticas Jordan Johnson – 23 Isaiah Hartenstein – 17 Jordan Johnson – 3 | Pabellón: Island Federal Credit Union Arena, Stony Brook Asistencia: 2,431 espectadores Árbitros: #16 Nate Green, #65 Andy Nagy, #76 Toni Patillo, #31 Suyash Mehta Televisión: ESPN |  |

| Martes, 9 de abril | Rio Grande Valley Vipers                                                        | 127–116              | Long Island Nets                                                     | |  |
|                    | Parciales: 27–27, 37–29, 30–30, 33–30                                           |                      |                                                                      | |  |
|                    | Estadísticas Isaiah Hartenstein – 33 Isaiah Hartenstein – 13 Jordan Johnson – 9 | Reporte Pts Reb Asts | Estadísticas Theo Pinson – 32 Theo Pinson – 11 Jordan McLaughlin – 8 | Pabellón: Bert Ogden Arena, Edinburg (Texas) Asistencia: 8,208 espectadores Árbitros: #17 Matt Kallio, #49 Evan Scott, #35 John Butler Televisión: ESPN |  |

| Viernes, 12 de abril | Long Island Nets                                                         | 116–127              | Rio Grande Valley Vipers                                                              | |  |
|                      | Parciales: 24–38, 23–37, 27–28, 38–28                                    |                      |                                                                                       | |  |
|                      | Estadísticas Alan Williams – 26 Alan Williams – 22 Jordan McLaughlin – 9 | Reporte Pts Reb Asts | Estadísticas Isaiah Hartenstein – 30 Isaiah Hartenstein – 18 Johnson, Frazier – 6 c/u | Pabellón: Island Federal Credit Union Arena, Stony Brook Asistencia: 2,783 espectadores Árbitros: #16 Nate Green, #49 Evan Scott, #42 Kevin Fahy, #35 John Butler Televisión: ESPN |  |

## Estadísticas

### Líderes estadísticas individuales
| Categoría               | Jugador            | Equipo                   | Estadística |
| ----------------------- | ------------------ | ------------------------ | ----------- |
| Puntos por partido      | Jordan McRae       | Capital City Go-Go       | 30.4        |
| Rebotes por partido     | Isaiah Hartenstein | Rio Grande Valley Vipers | 14.8        |
| Asistencias por partido | Marcus Williams    | Stockton Kings           | 9.6         |
| Robos por partido       | Gary Payton II     | Rio Grande Valley Vipers | 3.0         |
| Tapones por partido     | Amida Brimah       | Austin Spurs             | 3.0         |
| Pérdidas por partido    | Gary Payton II     | Rio Grande Valley Vipers | 3.9         |
| Faltas por partido      | Norvel Pelle       | Delaware Blue Coats      | 3.7         |
| Minutos por partido     | Nick Johnson       | Wisconsin Herd           | 35.5        |
| % Tiros de campo        | Norvel Pelle       | Delaware Blue Coats      | 70.3        |
| % Tiros libres          | Dusty Hannahs      | Memphis Hustle           | 92.6        |
| % Triples               | Keith Hornsby      | Texas Legends            | 48.5        |
| Doble-dobles            | Ángel Delgado      | Agua Caliente Clippers   | 36          |
| tripe-dobles            | Shannon Scott      | Long Island Nets         | 3           |
| +/−                     | Chris Boucher      | Raptors 905              | 8.4         |

### Máximos individuales en un partido
| Categoría   | Jugador       | Equipo                 | Estadística |
| ----------- | ------------- | ---------------------- | ----------- |
| Puntos      | Tyler Harvey  | Memphis Hustle         | 58          |
| Rebotes     | Angel Delgado | Agua Caliente Clippers | 31          |
| Asistencias | Shannon Scott | Long Island Nets       | 20          |
| Robos       | Brianté Weber | Sioux Falls Skyforce   | 8           |
| Tapones     | Chris Boucher | Raptors 905            | 9           |
| Triples     | Tyler Harvey  | Memphis Hustle         | 12          |

### Líderes por equipo
| Categoría               | Equipo                   | Estadística |
| ----------------------- | ------------------------ | ----------- |
| Puntos por partido      | Long Island Nets         | 117.7       |
| Rebotes por partido     | Long Island Nets         | 53.9        |
| Asistencias por partido | Erie BayHawks            | 26.7        |
| Robos por partido       | Santa Cruz Warriors      | 10.8        |
| Tapones por partido     | Austin Spurs             | 7.8         |
| Pérdidas por partido    | Rio Grande Valley Vipers | 19.8        |
| % Tiros de campo        | Agua Caliente Clippers   | 47.9        |
| % Tiros libres          | Lakeland Magic           | 78.6        |
| % Tiros de 3            | Lakeland Magic           | 37.8        |
| +/−                     | Oklahoma City Blue       | 5.2         |

## Premios de la NBA D-League
- MVP de la temporada: Chris Boucher, Raptors 905[6]
- Entrenador del Año: Will Weaver, Long Island Nets[7]
- Rookie del año: Ángel Delgado, Agua Caliente Clippers[8]
- Jugador defensivo del Año: Chris Boucher, Raptors 905[6]
- Jugador más impactante:
- Jugador más mejorado: Michael Frazier, Rio Grande Valley Vipers[9]
- Ejecutivo del Año: Trajan Langdon, Long Island Nets[10]
- Sportsmanship Award:Gabe York, Lakeland Magic[11]